# بالگردگاه گودوود ریسکرس
بالگردگاه گودوود ریسکرس (به انگلیسی: Goodwood Racecourse Heliport) یک فرودگاه همگانی است که یک باند فرود چمن دارد و طول باند آن 500 x 30 متر است. این فرودگاه در کشور انگلستان قرار دارد و در ارتفاع ۱۵۵ متری از سطح دریا واقع شده‌است.